# تفتيش شابة
تفتيش شابة عزبة تابعة لقرية الشباسية بالوحدة المحلية لقرية شابة، التابعة لمركز دسوق، التابع لمحافظة كفر الشيخ في جمهورية مصر العربية.